# Leul Gebresilase
Leul Gebresilase (ur. 20 września 1992) – etiopski lekkoatleta, specjalizujący się w biegach długich. W 2015 roku zdobył srebrny medal w biegu na 5000 metrów, który odbył się w ramach Igrzysk Afrykańskich w  Brazzaville. Dwa lata później uzyskał drugi czas w półmaratonie w Walencji. W 2018 roku zajął 10 miejsce w Mistrzostwach świata w półmaratonie. W 2021 stanął na trzecim stopniu podium zawodów maratońskich w Amsterdamie. Srebrny medalista maratonów w Londynie, oraz Rotterdamie w 2022. Brązowy medalista mistrzostw świata 2023 w tej dyscyplinie biegowej.